# Tetjana Sokolowa
Tetjana Sokolowa (ukrainisch Тетяна Соколова; * 1958 in Brest, Weißrussische SSR) ist eine ukrainische Hebamme. Sie stellte unter der russischen Bombardierung während der Belagerung von Mariupol 2021 die Funktionstüchtigkeit der Geburtshilfeabteilung am Frauenkrankenhaus der Stadt sicher.

## Biographie
Tetjana Sokolowa kam 1958 im westbelarussischen Brest zur Welt, das damals in der Weißrussische Sozialistische Sowjetrepublik lag. Als sie drei Jahre alt war, zog ihre Mutter mit ihr und ihrem älteren Bruder nach Mariupol in der Ostukraine. Sokolowa schloss eine medizinische Grundausbildung in Mariupol mit sehr guten Leistungen ab und entschied sich mit neunzehn Jahren, eine Ausbildung als Hebamme anzuschließen.
Tetjana Sokolowa arbeitete im Anschluss in ihrem Beruf 40 Jahre lang an der Kafedra akusherstva i ginekologii № 3 (Krankenhaus für Geburtshilfe und Gynäkologie Nr. 3) in Mariupol. Am 24. Februar 2022 überfiel Russland die Ukraine. Die russischen Truppen belagerten Mariupol, ab dem 9. März 2022 wurde auch das Geburtshilfe- und Kinderkrankenhaus bombardiert, was laut einer Untersuchung der OSZE eindeutig ein Kriegsverbrechen war. Trotz der Bombardierungen beschlossen Tetjana Sokolowa und ihre drei ärztlichen Kolleginnen, im Krankenhaus zu bleiben und ihre Arbeit fortzusetzen. Sie begleitete in den Kellerräumen insgesamt 27 Mütter bei der Geburt ihrer Kinder, während das Krankenhaus ständig unter Beschuss stand. Es wurden sogar Kaiserschnitte nur mit Hilfe des Lichts von Mobiltelefonen durchgeführt. Sokolowa berichtete später, wie kalt der Keller war, und dass es an Strom, Ausrüstung, Medikamenten und sogar an Babynahrung fehlte.
Am 20. April 2022 floh sie schließlich in einem fensterlosen alten Auto aus Mariupol, da ihr Mann wegen einer lebensbedrohlichen Herzerkrankung spezialisierte medizinische Hilfe benötigte. Sie landeten in Lwiw in der Westukraine. Dort arbeitete sie für die Future for Children Foundation, die die Kinder von Mariupol unterstützt.

## Auszeichnungen
Am 6. Oktober 2022 gab die belarussische Schriftstellerin und Nobelpreisträgerin Swetlana Alexijewitsch die Auszeichnung mit dem Anna-Politkowskaja-Preis der britischen Organisation Reach All Women in WAR für Tetjana Sokolowa gemeinsam mit der Menschenrechtsaktivistin Swetlana Gannuschkina bekannt.

## Privates
Tetjana Sokolowa lebt zur Zeit [2023] in Estland.